# Mats Andrén
Mats Andrén, född 1958, är en svensk idéhistoriker och professor sedan 2005 i idé- och lärdomshistoria. Andrén är affilierad till Centrum för Europaforskning vid Göteborgs universitet (CERGU) och har tidigare varit verksam vid Centrum för Forskning om Offentlig Sektor (CEFOS) och Södertörns högskola. Flera av hans arbeten behandlar den europeiska idéhistorien, andra tar upp nyckelfrågor som kärnavfall, medborgarskap och lokalt självstyre.

## Utgivning i urval
- Andrén, Mats (2005) Mellan deltagande och uteslutning: det lokala medborgarskapets dilemma. Hedemora: Gidlund.
- Andrén, Mats (2007). Den europeiska blicken och det lokala självstyrets värden. Hedemora: Gidlund. Libris 10415974. ISBN 9789178447381. http://www.historisktidskrift.se/fulltext/2009-1/pdf/HT_2009_1_089-151_kortrecensioner.pdf
- Andrén, Mats (2012) (på engelska). Nuclear waste management and legitimacy : nihilism and responsibility. Libris 16252688
- Andrén, Lindkvist, Söhrman and Vajta (utg. 2017) (på engelska) Cultural Borders of Europe: Narratives, Concepts and Practices in the Present and the Past. Berghahn: New York.